# Yuichi Mizutani
Yuichi Mizutani (水谷 雄一 Mizutani Yuichi?), född 26 maj 1980 i Tokyo prefektur, är en japansk fotbollsspelare.
Mizutani började sin karriär 1999 i Bellmare Hiratsuka. Efter Shonan Bellmare spelade han för Avispa Fukuoka, Cerezo Osaka, Kashiwa Reysol, Kyoto Sanga FC och Kataller Toyama. Han avslutade karriären 2014.